# Plethodon mississippi
Espèce
Plethodon mississippi est une espèce d'urodèles de la famille des Plethodontidae.

## Répartition
Cette espèce est endémique d'Amérique du Nord. Elle se rencontre dans l'ouest de l'Alabama, au Mississippi, dans l'est de la Louisiane, dans l'ouest du Tennessee et dans le sud-ouest du Kentucky.

## Étymologie
Cette espèce est nommée en référence au lieu de sa découverte, l'État du Mississippi.

## Publication originale
- Highton, Maha & Maxson, 1989 : Biochemical evolution in the Slimy Salamanders of the Plethodon glutinosus complex in the eastern United States. Illinois Biological Monographs, vol. 57, p. 1-153 (texte intégral).